# Le Domaine (film)
Pour l’article homonyme, voir Le Domaine.
Pour plus de détails, voir Fiche technique et Distribution.
Le Domaine (වෑකන්ද වලව්ව, Wekande Walauwa) est un film srilankais réalisé par Lester James Peries, sorti en 2002.
C'est l'adaptation de la pièce La Cerisaie d'Anton Tchekov dans le contexte d'une famille srilankaise.
Il est présenté hors compétition au Festival de Cannes 2003.

## Fiche technique
- Titre : Le Domaine
- Titre original : වෑකන්ද වලව්ව (Wekande Walauwa)
- Réalisation : Lester James Peries
- Scénario : Lester James Peries d'après la pièce d'Anton Tchekov
- Pays d'origine :  Sri Lanka
- Format : Couleurs - 35 mm - 1,66:1 - Mono
- Genre : drame
- Durée : 105 minutes
- Date de sortie : 
  - France : 22 mai 2003 (Festival de Cannes 2003)

## Distribution
- Malini Fonseka : Sujata Rajasuriya, la veuve
- Vasanthi Chathurani : Sita, la fille adoptée
- Sanath Gunathilake : Gunapala, le frère
- Paboda Sandeepani : Aruni, l'adolescent
- Ravindra Randeniya : Lucas
- Iranganie Serasinghe : tante Catherine
- Asoka Rodrigo : l'inspecteur Alwis
- Nuwangi Liyanage : le valet
- Ranjit Rubasinghe : l'étudiant activiste
- Elson Divituragama : le valet du domaine
- Lucky Dias : l'avocat